# Sailing to Philadelphia
| Recensione    | Giudizio |
| ------------- | -------- |
| AllMusic      |          |
| Rolling Stone |          |

Sailing to Philadelphia è il secondo album da solista di Mark Knopfler registrato nel 2000 a Dublino, Nashville e Los Angeles.

## Il disco
È l'album di Mark Knopfler di maggior successo senza il marchio Dire Straits, grazie soprattutto al trascinante singolo What It Is. Ha venduto oltre 3.500.000 di copie ed ha raggiunto la prima posizione in classifica in Italia, Germania, Svizzera e Norvegia per 5 settimane, la seconda in Austria, Paesi Bassi, Spagna e Svezia, la terza in Finlandia, la quarta nel Regno Unito, la settima in Francia e la nona in Danimarca.
L'opera è interamente dedicata alla tradizione musicale statunitense con pezzi che variano dal country al folk passando per il cajun. Si tratta di un ritorno alle origini per l'artista cresciuto con la musica degli Everly Brothers e di Elvis Presley. Non mancano inoltre echi della sua precedente carriera con i Dire Straits.
Nei brani Sailing to Philadelphia e The Last Laugh Knopfler si avvale della collaborazione di due suoi illustri amici: rispettivamente James Taylor e Van Morrison.
Una delle canzoni che negli anni è diventata il punto di riferimento dell'opera musicale è Speedway at Nazareth, che verrà proposta con costanza nella scaletta dei concerti di tutti i successivi tour del chitarrista britannico. Il brano, essenzialmente diviso in due parti, nella prima presenta una parte cantata da Knopfler in tre strofe in cui si raccontano le vicissitudini di un pilota che fatica a raggiungere risultati sportivi nella stagione 2001. Gli ultimi 3 minuti del brano lasciano invece spazio ad un commovente assolo di chitarra elettrica in crescendo dove Knopfler riproduce con la sua Gibson Les Paul il rombo della vettura mentre sfreccia nei circuiti.

## Tracce
Tutti i brani sono stati scritti da Mark Knopfler.
1. What It Is 4.57
2. Sailing to Philadelphia 5.29  (feat. James Taylor)
3. Who's your Baby now 3.06
4. Baloney again 5.09
5. The last Laugh 3.22  (feat. Van Morrison)
6. Silvertown Blues 5.32
7. El Macho 5.29
8. Prairie Wedding 4.26
9. Wanderlust 3.52
10. Speedway at Nazareth 6.23
11. Junkie Doll 4.35
12. Sands of Nevada 3.58
13. One more Matinee 4.05

L'edizione americana ha le tracce disposte in ordine differente e contiene la canzone Do America (4:12) come sesto brano, al posto di Silvertown Blues che diventa dodicesimo, seguito dall'ultimo Sands of Nevada. Assente invece il brano One more Matinee.
Esiste una versione messicana di What It Is con una strofa in più rispetto all'originale.

## Formazione
- Mark Knopfler - chitarra, voce
- Richard Bennett - chitarra
- Guy Fletcher - tastiera
- Chad Cromwell - batteria
- Jim Cox - pianoforte
- Glenn Worf - basso

### Altri musicisti
- James Taylor - chitarra e voce
- Van Morrison - voce
- Danny Cummings - percussioni
- Paul Franklin - pedal steel guitar
- Mike Henderson - mandolino
- Jim Hoke - armonica a bocca
- Jim Horn, Harvey Thompson - sassofono
- Mike Haynes - corno
- Aubrey Hainie - violino
- Wayne Jackson - tromba
- Frank Ricotti - marimba
- Robert Bailey, Tim Davis, Chris Difford, Louis Nunley, David Rawlings, Chris Rodriguez, Duan Starling, Glenn Tillbrook, Gillian Welch, Chris Willis - cori

## Classifiche
| Classifica (2000) | Posizione massima |
| ----------------- | ----------------- |
| Australia         | 16                |
| Austria           | 2                 |
| Belgio (Fiandre)  | 4                 |
| Belgio (Vallonia) | 10                |
| Canada            | 10                |
| Danimarca         | 9                 |
| Finlandia         | 3                 |
| Francia           | 7                 |
| Germania          | 1                 |
| Italia            | 1                 |
| Norvegia          | 1                 |
| Nuova Zelanda     | 11                |
| Paesi Bassi       | 2                 |
| Regno Unito       | 4                 |
| Spagna            | 2                 |
| Stati Uniti       | 60                |
| Svezia            | 2                 |
| Svizzera          | 1                 |